# Hassan Kamel Al-Sabbah
Hassan Kamel Al-Sabbah född 1895, död 1935, var en libanesisk uppfinnare vars uppfinningar inom el hade en stor inverkan på utvecklingen under 1900-talet. 
I augusti 1921 reste Sabbah till USA för att studera vid Massachusetts Institute of Technology i ett år. Under 1922 blev han inskriven vid universitetet i Illinois, där han har en magisterexamen i ingenjörsvetenskap 1923. Han anställdes vid det tekniska laboratoriet i General Electric Company (GE) i Schenectady, New York 1923. Det dröjde inte länge innan hans forskning resulterade i ett antal patent. Men Sabbah hade undertecknat ett avtal med GE där alla hans uppfinningar blev tillgångar i företaget, och så fick han en belöning för en dollar för var och en av hans patenterade uppfinningar. Mellan 1927 och 1935 hade Sabbah uppfunnit 52 olika program.